# پارکرس کرسروود (تنسی)
پارکرس کرسروود(به انگلیسی: Parker's Crossroads) شهری در ایالت تنسی کشور ایالات متحده آمریکا است که جمعیت آن در سرشماری سال ۲۰۱۰ میلادی، ۳۳۰ نفر بوده‌است.